# Cryptotis lacertosus
Cryptotis lacertosus és una espècie d'eulipotifle de la família de les musaranyes. És endèmica de l'oest de Guatemala, on viu a altituds d'entre 2.680 i 3.110 msnm. Es tracta d'una espècie grossa de Cryptotis, amb una llargada de cap a gropa de 75-87 mm, una cua de 24-30 mm i un pes de 10-17 g. El pelatge dorsal pot ser de color marró fosc o negre.
El seu nom específic, lacertosus, significa ‘de braç fort’ en llatí i es refereix a la gran mida del seu húmer.